# Charlotte de Bourbon (1808-1886)
Charlotte de Bourbon, comtesse d'Issoudun et comtesse et princesse de Faucigny-Lucinge, née le 13 juillet 1808 à Londres et morte le 13 juillet 1886 à Turin, est une princesse française de la Maison de Bourbon, fille légitimée de Charles-Ferdinand d'Artois, duc de Berry, et d'Amy Brown. Elle est l'aînée des petits-enfants du roi Charles X, et la sœur du dernier Bourbon direct, Henri d'Artois, comte de Chambord.

## Biographie

### Naissance et reconnaissance
Charlotte est née à Londres le 13 juillet 1808. Ses parents, le duc de Berry, Charles-Ferdinand d'Artois, fils du comte d'Artois et neveu du roi Louis XVI, et Amy Brown, se sont rencontrés à l'automne de l'année précédente lors d'une représentation à la Royal Opera House. Elle a une sœur cadette née l'année suivante, Louise de Bourbon, comtesse de Vierzon. Le 30 novembre 1809, elle est baptisée dans la chapelle catholique de Sa Majesté à Londres,,,,,. Elle a pour parrain le comte Auguste Ferron de La Ferronnays et pour marraine Marie-Charlotte, comtesse de Montsoreau.

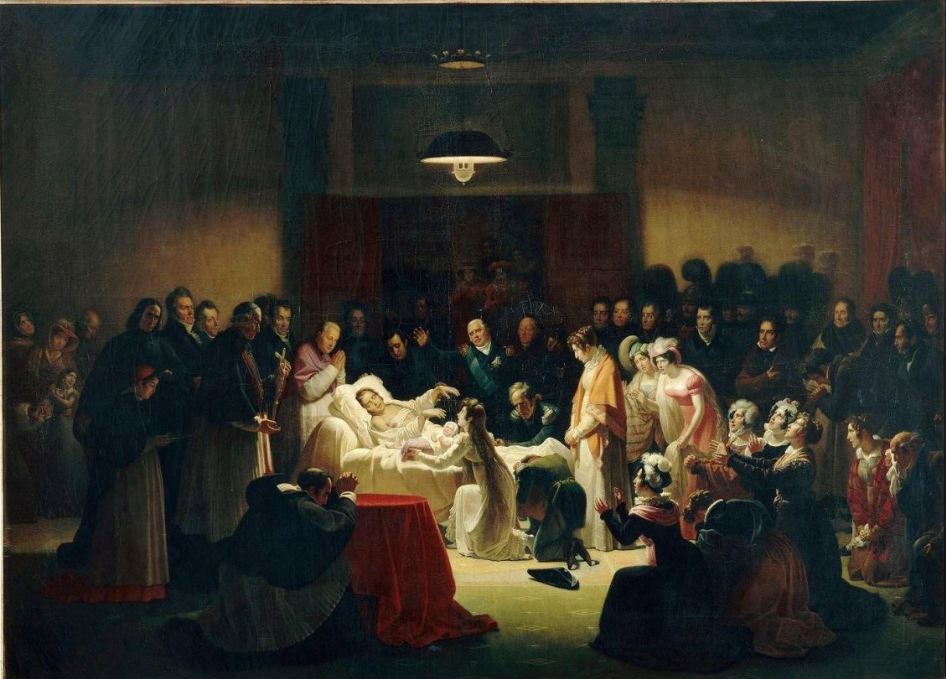
Les derniers moments du duc de Berry par Alexandre Menjaud.

À la Restauration, Amy Brown s'installe à Paris avec ses deux filles. Le 20 février 1820, le père de Charlotte et Louise est victime d'un attentat à l'opéra, mortellement poignardé par Louvel. Cette nuit-là, sur son lit de mort, il révèle à sa femme, Marie-Caroline de Bourbon-Siciles, avec qui il est marié depuis 1816 et avec qui il a une fille, Louise d'Artois, l'existence de ses deux filles avec Amy Brown. Elles se rendent à l'opéra pour dire au revoir à leur père mourant et rencontrent la duchesse de Berry, qui déclare qu'elle les accueillent comme ses filles et qu'elle veillera sur elles. Après la mort de leur père, elles vivent sous la protection de la famille royale française. Le 9 juin 1820, leur grand-oncle, Louis XVIII, leur accorde la nationalité française et le lendemain, le titre de comtesse d'Issoudun pour Charlotte et celui de comtesse de Vierzon pour Louise, avec leurs propres armoiries. Le monarque accorde également une pension à chacune des deux sœurs.

### Comtesse d'Issoudun et de Faucigny-Lucinge

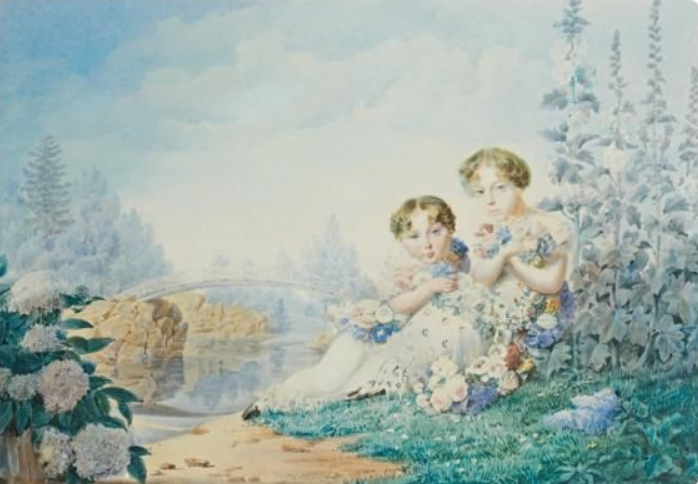
Portrait des princesses Charlotte et Louise, dans le parc royal.

Charlotte et Louise entretiennent de bonnes relations avec leurs demi-frère et sœur, Louise et Henri, duc de Bordeaux, les accompagnant à leurs jeux au château de Bagatelle, et elles ont même leurs propres appartements au château de Rosny-sur Seine, propriété de la duchesse de Berry.
Le 1er octobre 1823, à l'église Saint Louis-d'Antin, elle épouse Ferdinand, comte puis prince de Faucigny-Lucinge,, officier et fils d'Amédée de Faucigny-Lucinge. Ils ont cinq enfants :
- Charles-Marie de Faucigny-Lucinge (Paris, 16 août 1824 - Paris 8e, 11 mars 1910), marié en 1859 avec Françoise de Sesmaisons (1839-1901), puis en 1903 avec Alix de Choiseul Gouffier (1835-1915), dont postérité du premier mariage : avec sa première épouse, il est notamment l'ancêtre de Jean de Broglie et d'Anne-Aymone Giscard d'Estaing ;
- Louis de Faucigny-Lucinge (Paris, 24 janvier 1828 - Cannes, 24 janvier 1907), marié en 1860 avec Henriette de Mailly Nesle (1832-1912), fille d'Adrien de Mailly Nesle, pair de France, dont un fils sans postérité ;
- Henri de Faucigny-Lucinge (Londres, 26 novembre 1831 - château de Saint-Maure, 19 avril 1899), marié en 1859 avec Noémie Guillaume de Chavaudon (1840-1922), dont une fille sans postérité ;
- Marguerite de Faucigny-Lucinge (Paris, 9 avril 1833 - Turin, 21 janvier 1921), mariée en 1853 avec le marquis Louis Pallavicino-Mossi (it), sénateur du royaume de Sardaigne (1803-1879), dont postérité ;
- René de Faucigny-Lucinge (Lausanne, 4 novembre 1841 - Turin, 20 mars 1911), non marié[10].

Elle meurt le 13 juillet 1886, jour de son 78e anniversaire, dans sa villa près de Turin.